# Mythimna gigas
Mythimna gigas là một loài bướm đêm trong họ Noctuidae.